# Leichtathletik-Weltmeisterschaften 2023/5000 m der Frauen

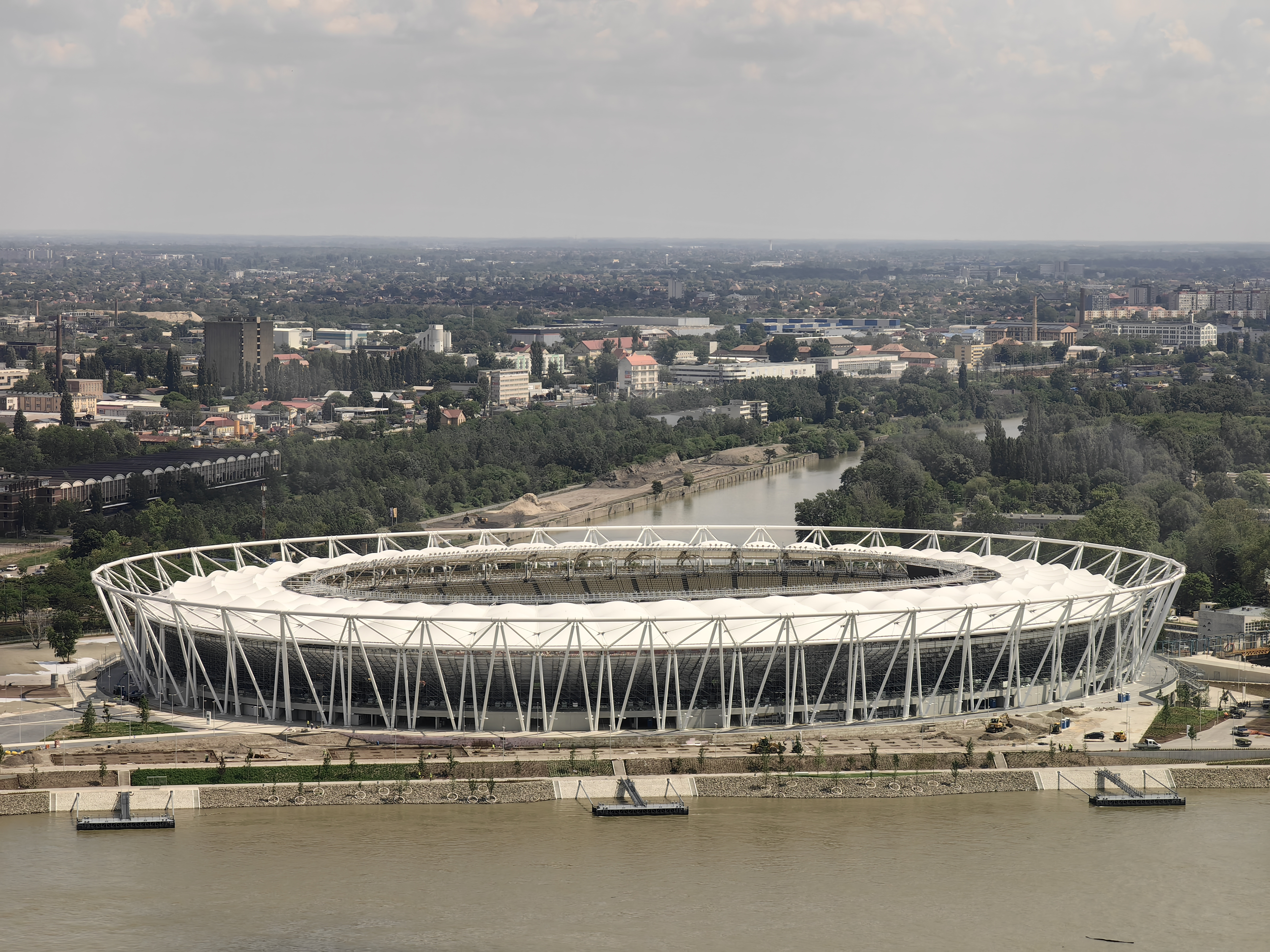
Nemzeti Atlétikai Központ im Mai 2023

Der 5000-Meter-Lauf der Frauen bei den Leichtathletik-Weltmeisterschaften 2023 fand am 23. und 26. August 2023 im Stadion Nemzeti Atlétikai Központ der ungarischen Hauptstadt Budapest statt.
39 Athletinnen aus 21 Ländern nahmen an dem Wettbewerb teil.
Weltmeisterin wurde die kenianische Weltrekordinhaberin, Faith Kipyegon die am Tag vor ihrem 5000-Meter-Vorlauf bereits das Rennen über 1500 Meter für sich entschieden hatte. Sie gewann vor der aktuellen Olympiasiegerin Sifan Hassan aus den Niederlanden, hier in Budapest Bronzemedaillengewinnerin über 1500 Meter. Auf den dritten Platz kam die Vizeweltmeisterin von 2022 Beatrice Chebet, ebenfalls aus Kenia.

## Rekorde

### Bestehende Rekorde
| Weltrekord               | 14:05,20 min | Faith Kipyegon | Paris, Frankreich | 9. Juni 2023    |
| Weltmeisterschaftsrekord | 14:26,72 min | Hellen Obiri   | WM Doha, Katar    | 5. Oktober 2019 |

Der bestehende Championshiprekord (CR) wurde bei diesen Weltmeisterschaften nicht erreicht. Die schnellste Zeit erzielte die spätere Vizeweltmeisterin Sifan Hassan aus den Niederlanden im zweiten Vorlauf am 23. August mit 14:32,29 min, womit sie 5,57 s über dem Rekord blieb. Zum Weltrekord fehlten ihr 27,09 s.

### Rekordverbesserungen
Es wurden zwei neue Landesrekorde aufgestellt:
- 14:37,98 min – Nozomi Tanaka (Japan), zweiter Vorlauf am 23. August
- 14:43,94 min – Laura Galván (Mexiko), zweiter Vorlauf am 23. August

## Legende
Kurze Übersicht zur Bedeutung der Symbolik – so üblicherweise auch in sonstigen Veröffentlichungen verwendet:
- NR: nationaler Rekord
- DNS: nicht am Start (did not start)
- DNF: Wettkampf nicht beendet (did not finish)

## Vorrunde
Die Vorrunde wurde in sechs Läufen durchgeführt. Die ersten acht Athletinnen pro Lauf – hellblau unterlegt – qualifizierten sich für das Finale.

### Vorlauf 1

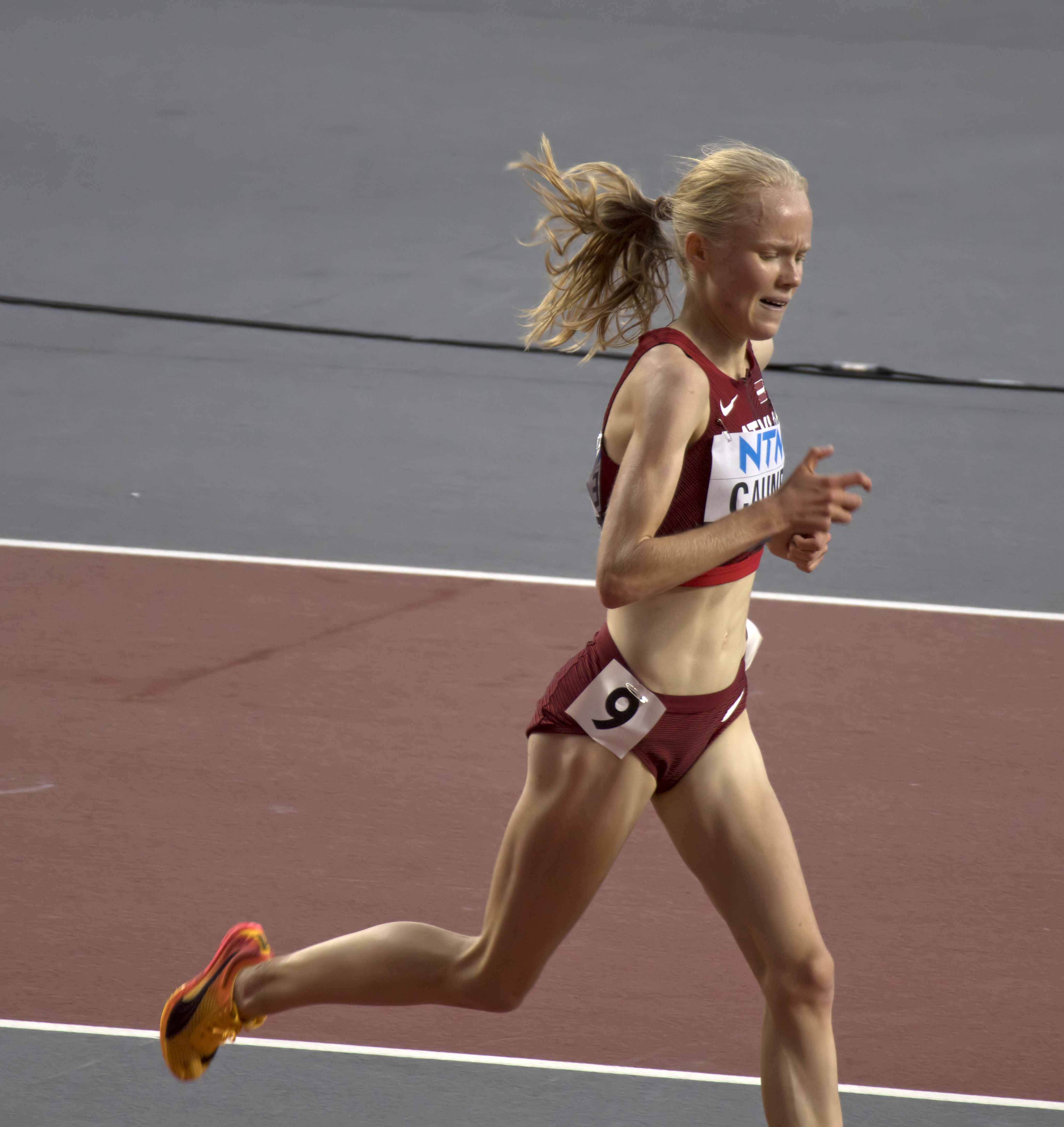
Agate Caune im ersten Vorlauf

23. August 2023, 19:02 Uhr Ortszeit
| Platz | Name                      | Nation         | Zeit (min) |
| ----- | ------------------------- | -------------- | ---------- |
| 1     | Beatrice Chebet           | Kenia          | 14:57,70   |
| 2     | Gudaf Tsegay              | Äthiopien      | 14:57,72   |
| 3     | Margaret Kipkemboi        | Kenia          | 15:00,10   |
| 4     | Agate Caune               | Lettland       | 15:00,48   |
| 5     | Elise Cranny              | USA            | 15:01,53   |
| 6     | Medina Eisa               | Äthiopien      | 15:03,07   |
| 7     | Alicia Monson             | USA            | 15:03,35   |
| 8     | Maureen Koster            | Niederlande    | 15:05,13   |
| 9     | Francine Niyomukunzi      | Burundi        | 15:05,24   |
| 10    | Rose Davies               | Australien     | 15:07,93   |
| 11    | Karoline Bjerkeli Grøvdal | Norwegen       | 15:08,96   |
| 12    | Ririka Hironaka           | Japan          | 15:11,16   |
| 13    | Sarah Chelangat           | Uganda         | 15:14,89   |
| 14    | Megan Keith               | Großbritannien | 15:21,94   |
| 15    | Julie-Anne Staehli        | Kanada         | 15:24,09   |
| 16    | Viktória Wagner-Gyürkés   | Ungarn         | 15:29,42   |
| 17    | Ludovica Cavalli          | Italien        | 15:32,95   |
| 18    | Lauren Ryan               | Australien     | 15:40,23   |
| 19    | Briana Scott              | Kanada         | 15:42,56   |
| 20    | Yuma Yamamoto             | Japan          | 16:05,57   |

### Vorlauf 2

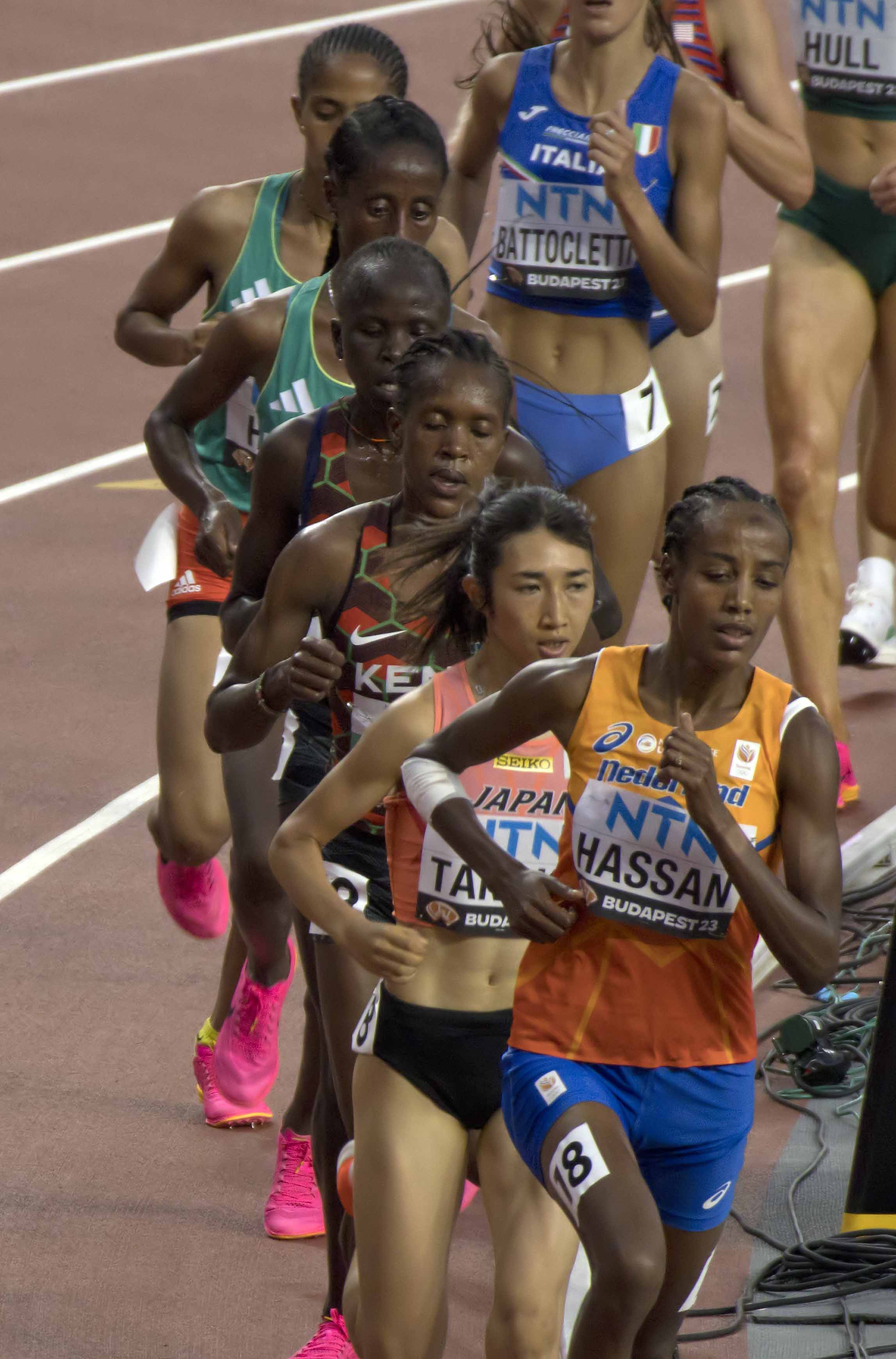
Die Spitzengruppe im zweiten Vorlauf: Sifan Hassan vor Nozomi Tanaka, Faith Kipyegon, Lilian Kasait Rengeruk, Ejgayehu Taye, Freweyni Hailu, Nadia Battocletti, …

23. August 2023, 19:26 Uhr Ortszeit
| Platz | Name                   | Nation               | Zeit (min)  |
| ----- | ---------------------- | -------------------- | ----------- |
| 1     | Sifan Hassan           | Niederlande          | 14:32,29000 |
| 2     | Faith Kipyegon         | Kenia                | 14:32,31000 |
| 3     | Ejgayehu Taye          | Äthiopien            | 14:33,23000 |
| 4     | Freweyni Hailu         | Äthiopien            | 14:34,16000 |
| 5     | Lilian Kasait Rengeruk | Kenia                | 14:36,61000 |
| 6     | Nozomi Tanaka          | Japan                | 14:37,98 NR |
| 7     | Nadia Battocletti      | Italien              | 14:41,78000 |
| 8     | Laura Galván           | Mexiko               | 14:43,94 NR |
| 9     | Natosha Rogers         | USA                  | 15:06,58000 |
| 10    | Joselyn Brea           | Venezuela            | 15:11,16000 |
| 11    | Amy-Eloise Markovc     | Großbritannien       | 15:13,66000 |
| 12    | Camilla Richardsson    | Finnland             | 15:13,84000 |
| 13    | Jessica Hull           | Australien           | 15:15,89000 |
| 14    | Mariana Machado        | Portugal             | 15:28,97000 |
| 15    | Anjelina Lohalith      | Athlete Refugee Team | 15:35,25000 |
| 16    | Prisca Chesang         | Uganda               | 15:37,02000 |
| 17    | He Wuga                | Volksrepublik China  | 15:54,30000 |
| 18    | Erin Teschuk           | Kanada               | 15:56,54000 |
| DNF   | Fedra Luna             | Argentinien          |             |
| DNS   | Sarah Lahti            | Schweden             |             |

## Finale

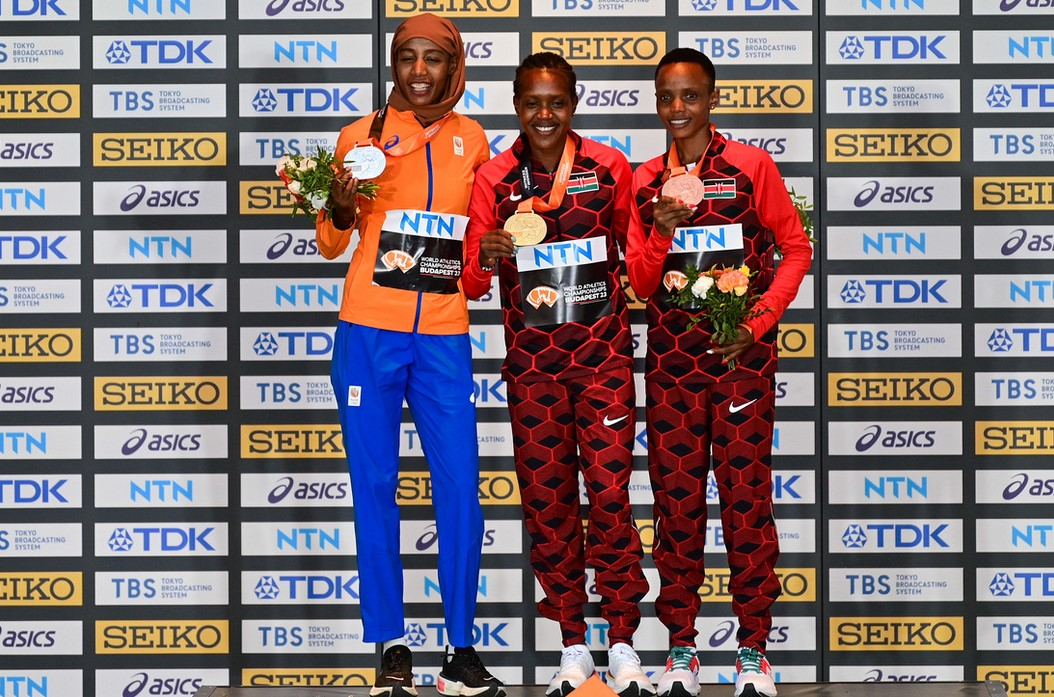
Die Medaillengewinnerinnen (v. l. n. r.): Sifan Hassan. Faith Kipyegon, Beatrice Chebet
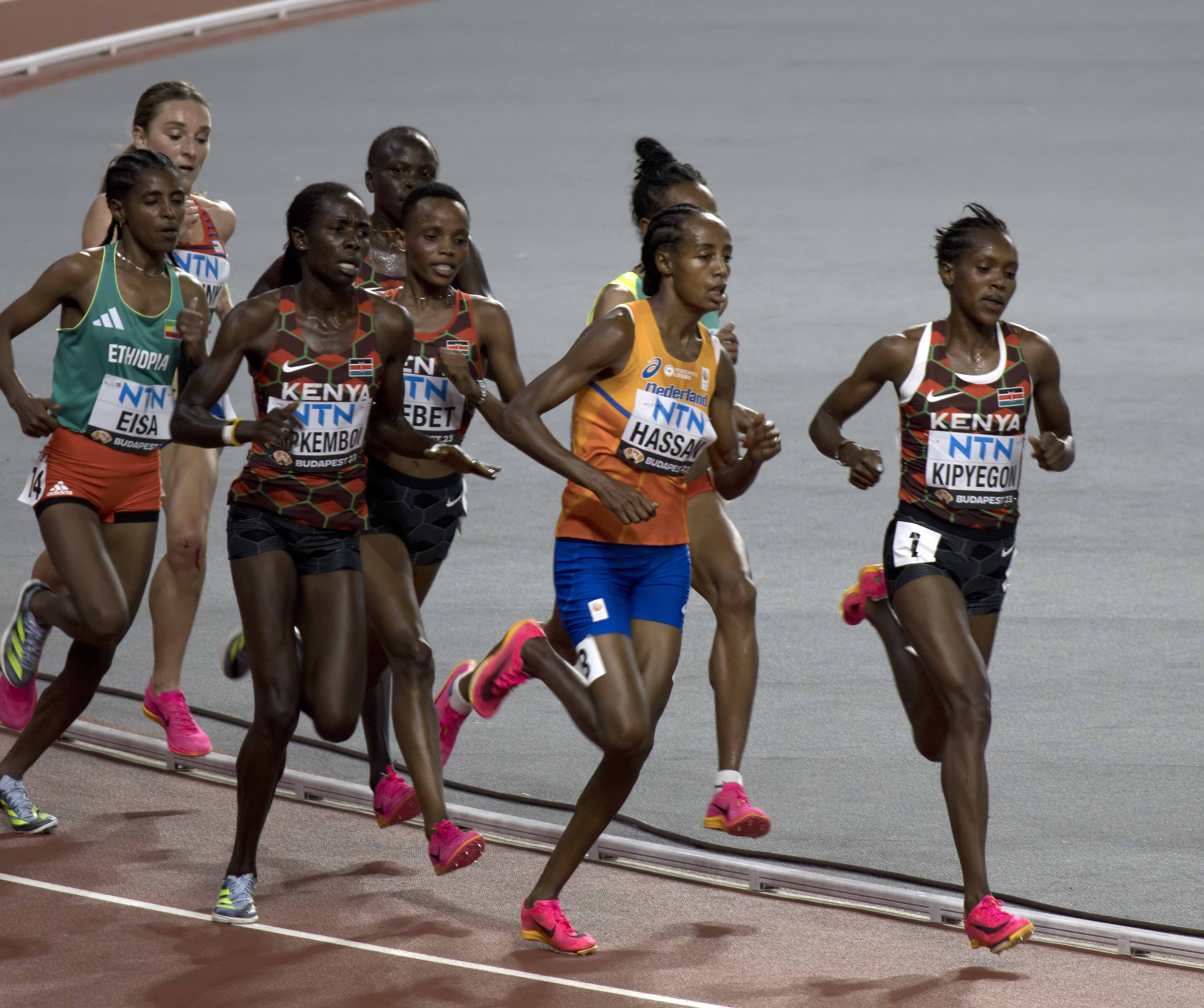
Die Spitzengruppe mit Faith Kipyegon vor Sifan Hassan, Ejgayehu Taye (verdeckt), Margaret Kipkemboi, Beatrice Chebet, Lilian Kasait Rengeruk (verdeckt), Medina Eisa, Elise Cranny (verdeckt)

26. August 2023, 20:50 Uhr Ortszeit
| Platz | Name                   | Nation      | Zeit (min) |
| ----- | ---------------------- | ----------- | ---------- |
| 1     | Faith Kipyegon         | Kenia       | 14:53,88   |
| 2     | Sifan Hassan           | Niederlande | 14:54,11   |
| 3     | Beatrice Chebet        | Kenia       | 14:54,33   |
| 4     | Margaret Kipkemboi     | Kenia       | 14:56,62   |
| 5     | Ejgayehu Taye          | Äthiopien   | 14:56,85   |
| 6     | Medina Eisa            | Äthiopien   | 14:58,23   |
| 7     | Freweyni Hailu         | Äthiopien   | 14:58,31   |
| 8     | Nozomi Tanaka          | Japan       | 14:58,99   |
| 9     | Elise Cranny           | USA         | 14:59,22   |
| 10    | Laura Galván           | Mexiko      | 14:59,32   |
| 10    | Lilian Kasait Rengeruk | Kenia       | 14:59,32   |
| 12    | Maureen Koster         | Niederlande | 15:00,78   |
| 13    | Gudaf Tsegay           | Äthiopien   | 15:01,13   |
| 14    | Alicia Monson          | USA         | 15:04,08   |
| 15    | Francine Niyomukunzi   | Burundi     | 15:15,01   |
| 16    | Nadia Battocletti      | Italien     | 15:27,86   |

| Zwischenzeiten      | Zwischenzeiten | Zwischenzeiten                                 | Zwischenzeiten |
| Zwischenzeit- Marke | Zwischenzeit   | Führende                                       | 1000-m-Zeit    |
| ------------------- | -------------- | ---------------------------------------------- | -------------- |
| 1000 m              | 2:55,34 min    | Ejgayehu Taye mit dem kompletten Feld          | 2:55,34 min    |
| 2000 m              | 6:04,25 min    | Beatrice Chebet mit dem kompletten Feld        | 3:08,91 min    |
| 3000 m              | 9:16,55 min    | Lilian Kasait Rengeruk mit dem kompletten Feld | 3:12,30 min    |
| 4000 m              | 12:13,83 min   | Gudaf Tsegay mit dem kompletten Feld           | 2:57,28 min    |
| 5000 m              | 14:53,88 min   | Faith Kipyegon                                 | 2:40,05 min    |

## Videolink
- World Athletic championship 2023-Women's 5000Mtrs -Kenyan World Record, youtube.com, abgerufen am 17. September 2023